# Intercable
Intercable è una multinazionale italiana con sede a Brunico e 12 stabilimenti sparsi in Europa, Nord Africa, Cina e Stati Uniti, specializzata in componentistica per auto, strumenti di isolamento per l'energia, attrezzature tecniche per lo sport, utensileria professionale.

## Storia
Fondata nel 1972 da Herbert Mutschlechner come azienda commerciale per vendere materiale elettrico tra l'Italia e la Germania (i due Paesi avevano ancora la lira e il marco e i prezzi dei prodotti erano differenti), si è poi trasformata in azienda industriale nel 1986 con l'ingresso dei due figli, Klaus e Kurt Mutschlechner, e con la produzione di componenti di plastica.